# 特里安河
46°08′16″N 7°03′06″E / 46.1379°N 7.0516°E

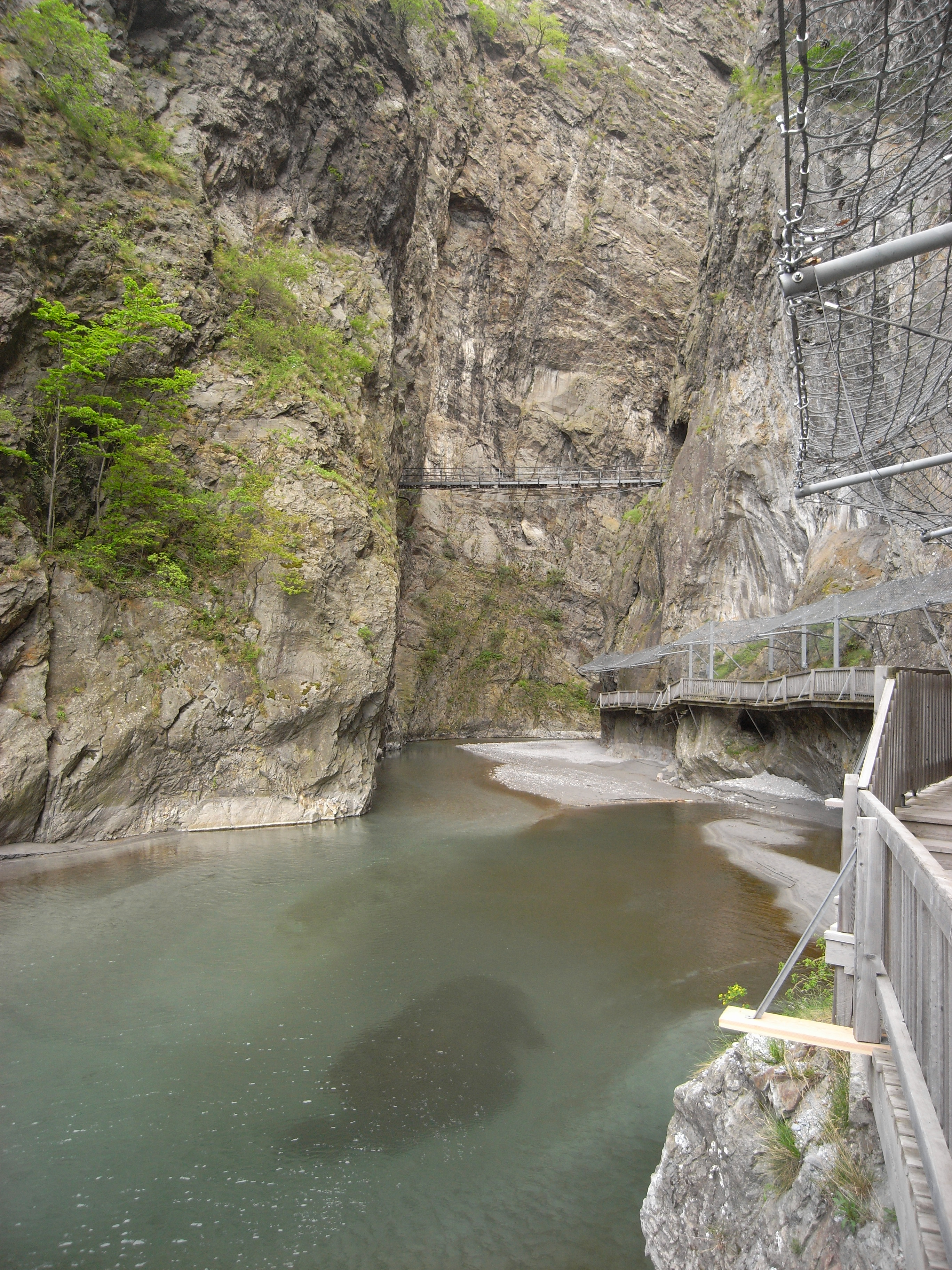

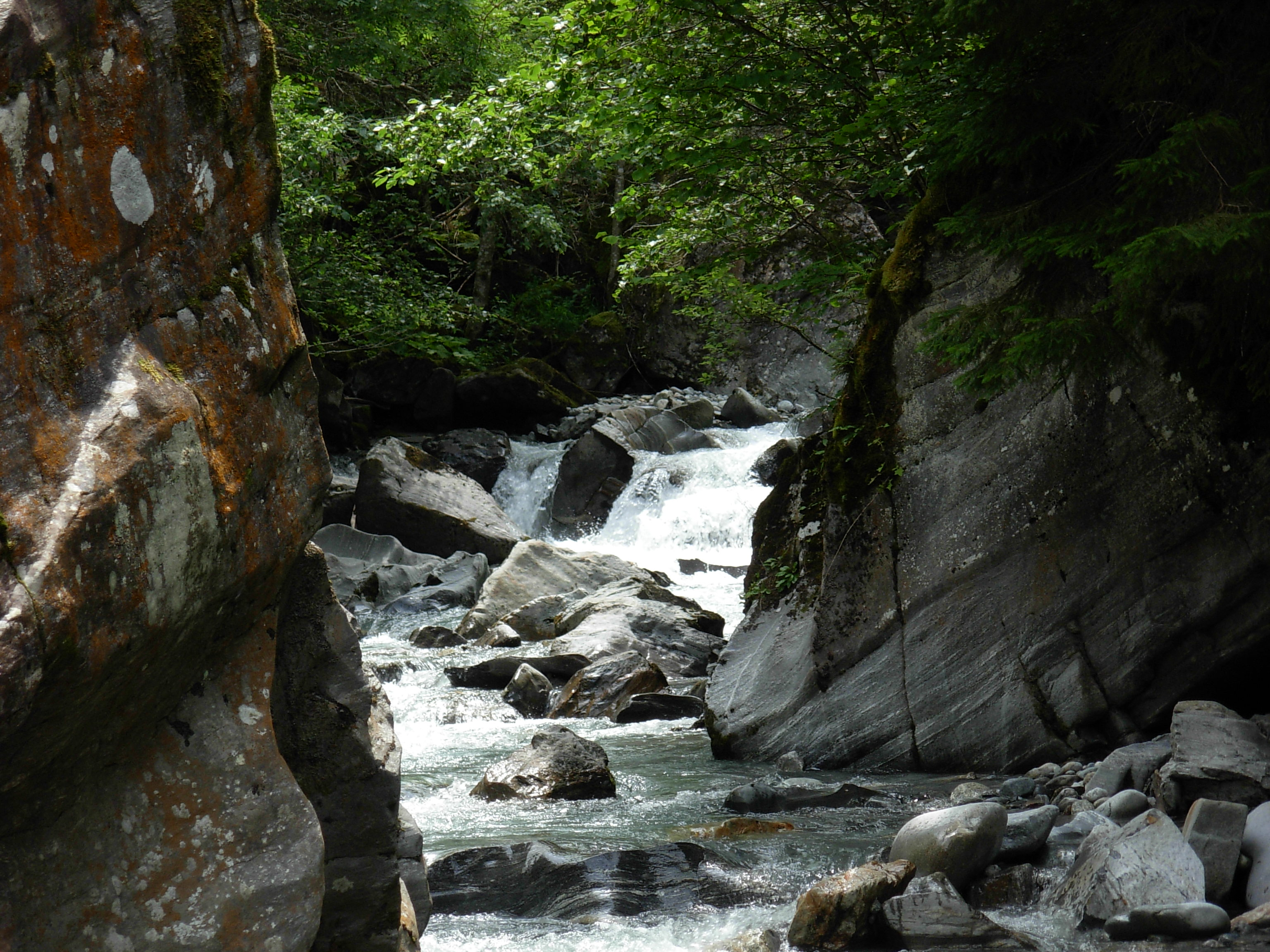

特里安河（法語：Trient，法語發音：[tʁiɛ̃]）是瑞士的河流，位於該國西南部，流經瓦萊州，屬於薩訥河的支流，河道全長17公里，流域面積164平方公里，河口處在韋爾納亞。